# E, moj narode
E, moj narode je peti album hrvaškega pevca Marka Perkovića Thompsona.
Izdan je bil leta 2002.

## Seznam skladb
1. Iza devet sela (4:00)
2. Ne varaj me (4:15)
3. E, moj narode (4:56)
4. Neću izdat ja (4:08)
5. Zeleno je bilo polje (4:08)
6. Radost s visina (4:58)
7. Reci brate moj (duet: Miroslav Škoro)(4:25)
8. Moj Ivane (3:33)
9. Ne pitaj mene(4:10)
10. Stari se (duet: Tiho Orlić) (3:45)
11. Lijepa li si (s gostima) (4:18)
12. Geni kameni (v živo) (6:02)

Uspešnice: Iza devet sela, E, moj narode, Neću izdat ja, Moj Ivane i Stari se.